# Imtiaz Sultan Jitu
Imtiaz Sultan Jitu là một cầu thủ bóng đá người Bangladesh thi đấu ở vị trí tiền vệ. Hiện tại anh thi đấu cho Brothers Union.